# Mats Bergström (konstnär)
Mats Erling Bergström, född 6 oktober 1951, är en svensk målare och teckningslärare.

## Biografi

### Arbete och medarbetare

#### Inledning och lärande
Bergström studerade vid Nyckelviksskolan på Lidingö 1972-1973 och vid Konstfack i Stockholm 1973-1978. Han har medverkat i utställningar på bland annat Telleruds hembygdsgård, Galleri Kvadraten, Biel i Schweiz, Kristinehamns konstmuseum, Storfors kulturhus, Konsthallen Rådhuset i Kristinehamn, Höstutställningar på Värmlands museum, Rackstadmuseet, Dalslands konstmuseum, Marieberg herrgård i Karlstad, Kvarnen i Filipstad, Nordiska Galleriet i Stockholm och med Konstfrämjandet i Karlstad.
Hans konst har blivit allt mer abstrakt och en stor inspirationskälla för honom är aboriginernas konst. Vid sidan av sitt eget skapande arbetar han som bildlärare på grundskolenivå.